# Ad Petri Cathedram
Ad Petri Cathedram (с лат. — «К кафедре Петра») — первая энциклика папы римского Иоанна XXIII, опубликованная 29 июня 1959 года. Поскольку это первая энциклика, она является программной для всего понтификата Иоанна XXIII, на что косвенно указывает и само её название .

## История написания
После восшествия на папский престол, Иоанн XXIII в данной энциклике представил план основных мероприятий его начинающегося понтификата: созыв Второго Ватиканского собора, проведение Римского синода, обновление Кодекса канонического права.

## Название

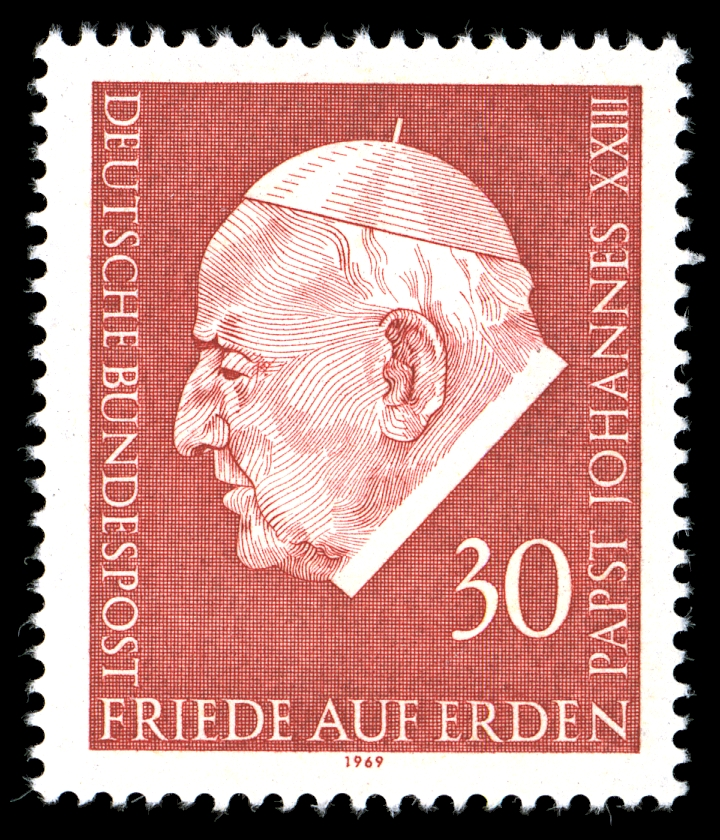
Папа Иоанн XXIII, изображение на немецкой марке

Согласно традиции, папские энциклики именуются по их первым словам. Соответственно, словами "Ad Petri Cathedram" начинается первое предложение энциклики "Ad Petri Cathedram, etsi immerentes, evecti, ea iterum non sine admonitione, nec sine solatio consideramus" 

## Структура
Энциклика состоит из трёх частей, которые в свою очередь разделены на отдельные главы, посвящённые различным темам, которых папа затрагиваются, например, всечеловеческое единство, социальная справедливость, христианская благотворительность.
В самом начале этого обширного документа понтифик сообщает о трёх темах, которые будут затронуты. Обращаясь к читателям, он писал:

"Истина, единство и мир, которые надо обрести и развить, вдохновляясь любовью к ближнему, и будут предметом нашей первой энциклики, обращенной ко всему миру, ибо, как нам кажется, таково основное требование нашей апостольской задачи. Да поможет нам Дух Святой в её написании и да просветит вас, когда вы будете её читать. Пусть благодать Божия позволит вам всем достигнуть желанной цели, несмотря на предрассудки, множество трудностей и препятствий".

## Содержание

### Часть I. Истина
Причиной и корнем всякого зла, по мнению папы Иоанна XXIII, является незнание истины. В данном случае речь идёт не только о простом неведении, но о неразумной позиции презрения к истине и её искажения. Благодаря этому происходят всякого рода заблуждения, которые, проникая в умы и просачиваясь в социальную область, могут причинить вред. Бог наделил человека разумом, дающим возможность познавать естественные истины. Если человек следует разуму, то он следует Самому Богу.

### Часть II. Единство
Рассматривая причину возникновения разногласий и споров, папа приходит к выводу, что они возникают или тогда, когда не известна истина, или, что ещё хуже, когда она известна, но ею пренебрегают для достижения выгоды и оправдания собственных действий. Поэтому необходимо, чтобы простые люди, а также и те, кто держит в своих руках судьбы народов, искренне любили истину, ибо только в этом случае они придут к согласию и миру, которые гарантируют общественное и личное процветание. Сознательное искажение людьми истины особенно отчётливо проявляется в расовой дискриминации.

### Часть III. Мир

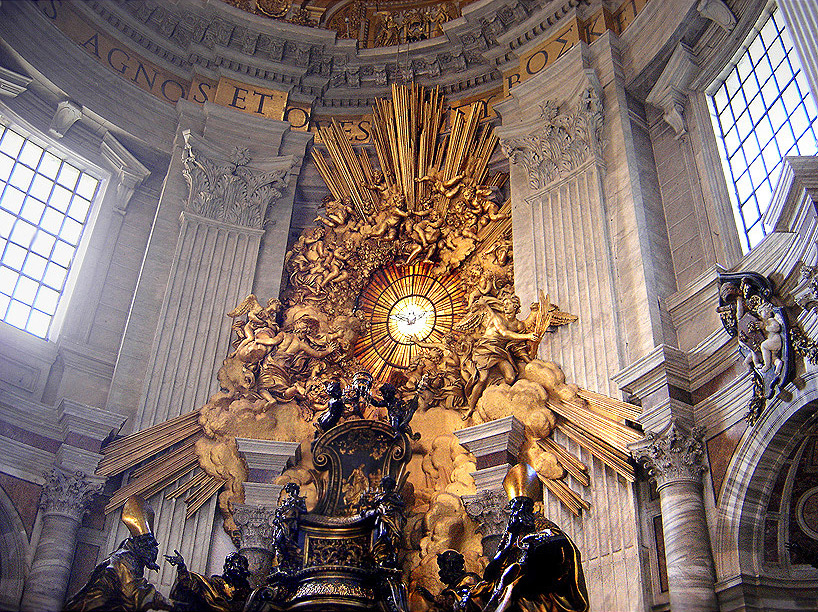
Кафедра св. Петра работы Бернини в ватиканской базилике св. Петра

Исходя из христианского учения, папа Иоанн XXIII заявляет, что Бог создал людей не врагами, а братьями. Он дал им землю для возделывания, чтобы все могли пользоваться в одинаковой степени её плодами и извлекать из неё необходимое для своих потребностей. Различные нации и расы — это не что иное, как общины людей-братьев, которые должны стремиться к союзу друг с другом и не только для достижения личных целей, но и для общего блага всего человечества.
Учение о бессмертии, — по мысли понтифика, — наполняет человеческое существование глубоким содержанием. Если отнять у человека эту идею, рушится всякий смысл жизни. Страсти, борьба и разногласия безудержно разгораются, и "вместо оливковой ветви мира, потрясают оружием несогласия" . "Судьба человека тогда подобна судьбе существ, лишённых разума; они становятся даже хуже, т. к. злоупотребляют разумом, который имеют; человек может ввергнуться в пучину зла,... и как Каин оросить землю кровью своего брата" . Если люди называют друг друга братьями и если они призваны к одной и той же судьбе, то они не могут относиться друг к другу как противники и враги. История человеческой ненависти очень трагична. "Слишком много молодых в расцвете лет пролили свою кровь! Слишком много солдатских кладбищ осталось на земле, как грозное предостережение о необходимости вернуться к согласию, к единству и справедливому миру" . Те, кто угнетает других, кто лишает других свободы, не могут, по словам папы Иоанна XXIII, внести свой вклад в это единство.